# Graphium macareus
Lesser Zebra Graphium macareus là một loài bướm ngày tương đối phổ biến và không có nguy cơ tuyệt chủng thuộc họ Papilionidae, được tìm thấy ở Đông Nam Á. Nó cũng được tìm thấy ở một số nơi của Ấn Độ như Assam và Sikkim.

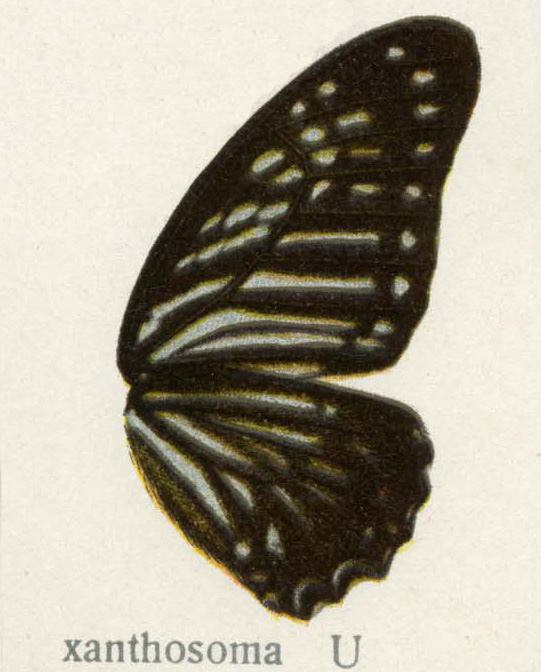
Graphium macareus xanthosoma Staudinger Underside

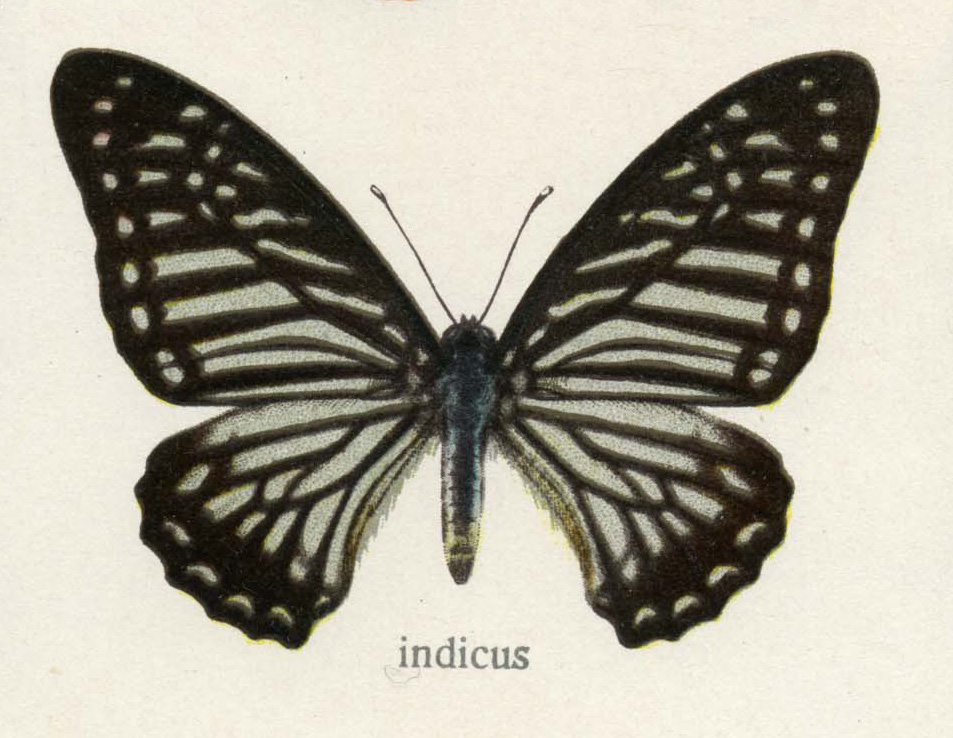
Graphium macareus indicus Rothschild, 1895

## Hình ảnh

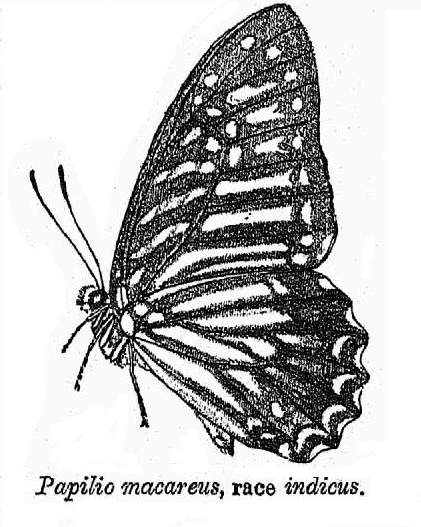
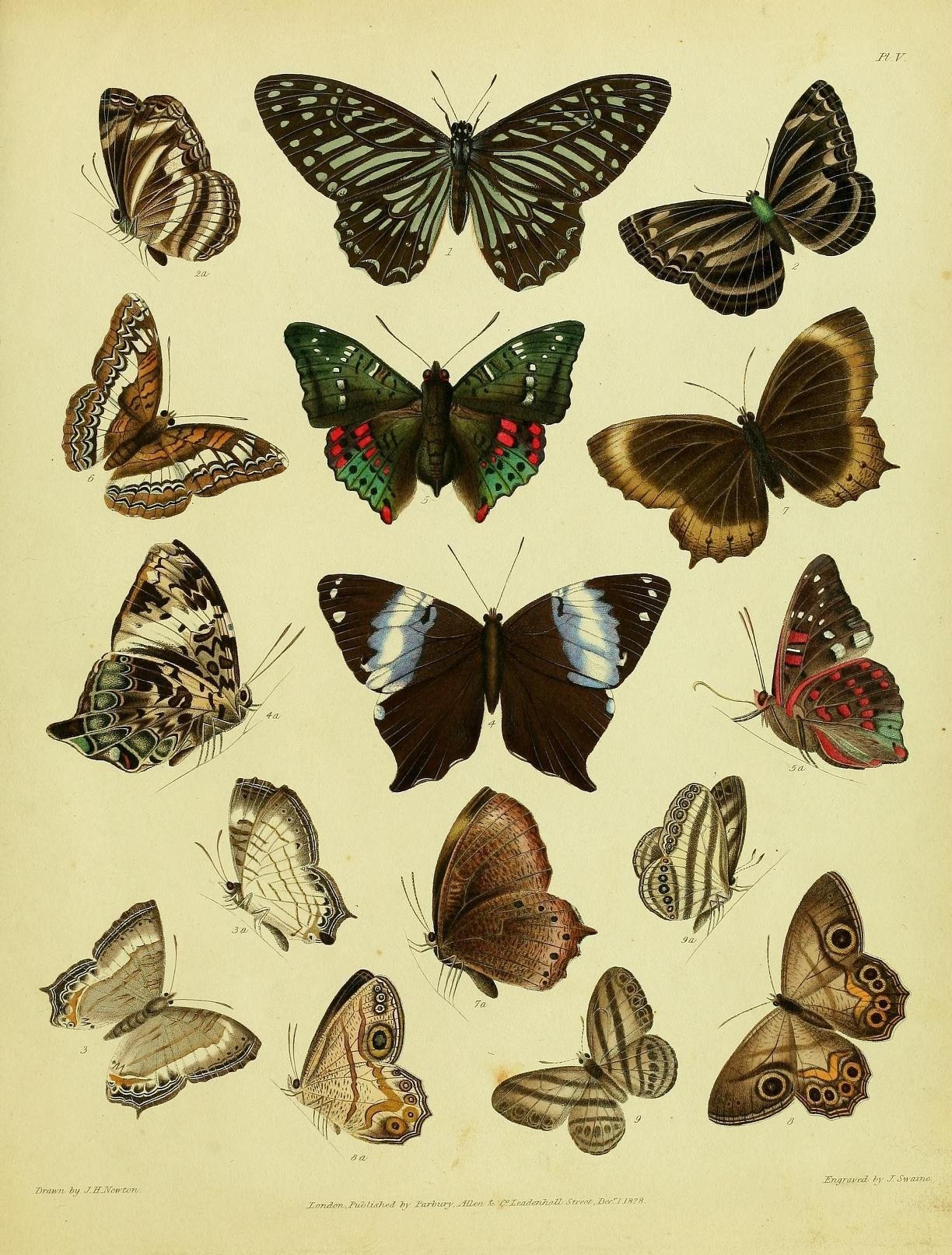
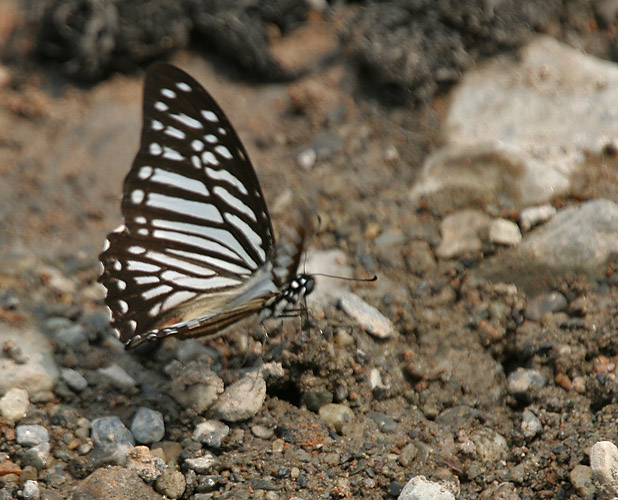
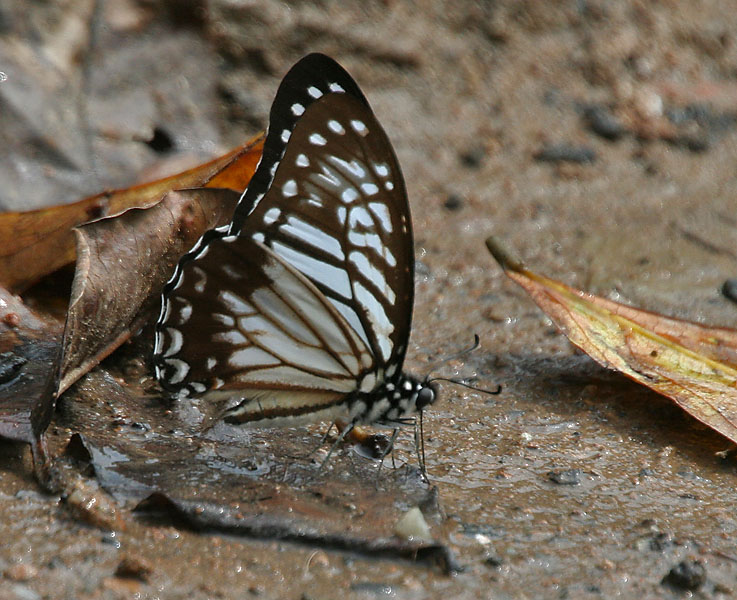